# Essertenne
|  | Per a altres significats, vegeu «Essertenne-et-Cecey». |

Essertenne és un municipi francès al departament de Saona i Loira (regió de Borgonya - Franc Comtat, França). L'any 2007 tenia 428 habitants.

## Demografia

### Població
El 2007 la població de fet d'Essertenne era de 428 persones. Hi havia 167 famílies, de les quals 28 eren unipersonals (20 homes vivint sols i 8 dones vivint soles), 56 parelles sense fills, 71 parelles amb fills i 12 famílies monoparentals amb fills.
La població ha evolucionat segons el següent gràfic:

### Habitatges
El 2007 hi havia 198 habitatges, 168 eren l'habitatge principal de la família, 21 eren segones residències i 9 estaven desocupats. Tots els 198 habitatges eren cases. Dels 168 habitatges principals, 146 estaven ocupats pels seus propietaris, 17 estaven llogats i ocupats pels llogaters i 5 estaven cedits a títol gratuït; 6 tenien dues cambres, 21 en tenien tres, 57 en tenien quatre i 84 en tenien cinc o més. 136 habitatges disposaven pel capbaix d'una plaça de pàrquing. A 60 habitatges hi havia un automòbil i a 98 n'hi havia dos o més.

### Piràmide de població
La piràmide de població per edats i sexe el 2009 era:
| Homes | Edats   | Dones |
| ----- | ------- | ----- |
| 0     | 95 o +  | 0     |
| 0     | 90 a 94 | 4     |
| 0     | 85 a 89 | 8     |
| 0     | 80 a 84 | 4     |
| 0     | 75 a 79 | 0     |
| 12    | 70 a 74 | 4     |
| 16    | 65 a 69 | 16    |
| 8     | 60 a 64 | 8     |
| 8     | 55 a 59 | 0     |
| 24    | 50 a 54 | 24    |
| 40    | 45 a 49 | 20    |
| 24    | 40 a 44 | 32    |
| 8     | 35 a 39 | 12    |
| 16    | 30 a 34 | 4     |
| 4     | 25 a 29 | 12    |
| 4     | 20 a 24 | 4     |
| 28    | 15 a 19 | 24    |
| 28    | 10 a 14 | 24    |
| 12    | 5 a 9   | 12    |
| 4     | 0 a 4   | 12    |

## Economia
El 2007 la població en edat de treballar era de 314 persones, 221 eren actives i 93 eren inactives. De les 221 persones actives 194 estaven ocupades (113 homes i 81 dones) i 27 estaven aturades (8 homes i 19 dones). De les 93 persones inactives 32 estaven jubilades, 37 estaven estudiant i 24 estaven classificades com a «altres inactius».

### Ingressos
El 2009 a Essertenne hi havia 176 unitats fiscals que integraven 471,5 persones, la mediana anual d'ingressos fiscals per persona era de 19.829 €.

### Activitats econòmiques
Dels 13 establiments que hi havia el 2007, 1 era d'una empresa de fabricació d'altres productes industrials, 1 d'una empresa de construcció, 3 d'empreses de comerç i reparació d'automòbils, 3 d'empreses d'hostatgeria i restauració, 4 d'empreses de serveis i 1 d'una entitat de l'administració pública.
Els 2 serveis als particulars que hi havia el 2009 eren restaurants.
L'any 2000 a Essertenne hi havia 12 explotacions agrícoles que ocupaven un total de 405 hectàrees.

## Equipaments sanitaris i escolars
El 2009 hi havia una escola elemental integrada dins d'un grup escolar amb les comunes properes formant una escola dispersa.

## Poblacions més properes
El següent diagrama mostra les poblacions més properes.